# Habershonia defleta
Habershonia defleta är en fjärilsart som beskrevs av Heinrich Benno Möschler 1880. Habershonia defleta ingår i släktet Habershonia och familjen nattflyn. Inga underarter finns listade i Catalogue of Life.